# Historia de Georgia
El país actual de Georgia fue conocido en la Antigüedad como la Cólquida y la Iberia caucásica de los griegos.

## Adopción del cristianismo

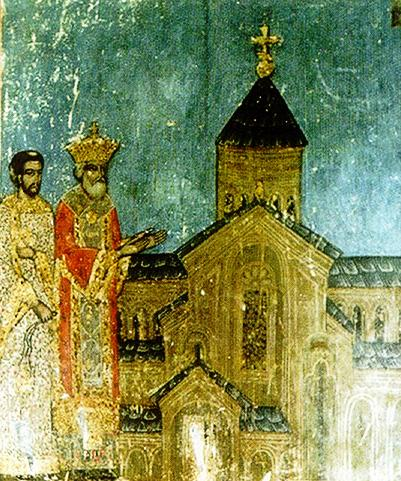
El rey de Iberia Mirian III.

Antes de la adopción del cristianismo, el culto de Mitra y el zoroastrismo se practicaban de modo común en el reino de Iberia desde los primeros siglos de la era cristiana. El culto de Mitra, que se distingue por su carácter sincrético y por tanto, complementario a los cultos locales, sobre todo el culto del Sol, poco a poco llegó a fusionarse con las antiguas creencias de Georgia.
El reino de Iberia, en Georgia oriental, se convirtió en uno de los primeros estados en el mundo en convertirse al cristianismo en el 327 d. C., cuando el rey de Iberia, Mirian III, estableció el cristianismo como la religión oficial del Estado. Sin embargo, la fecha varía en función de numerosos testimonios y documentos históricos, que indican Iberia adoptó el cristianismo como religión de Estado en el año 317, 324, etc. Según las Crónicas georgianas, Santa Ninó de Capadocia convierte a Georgia al cristianismo en el año 330 durante la época de Constantino el Grande. A mediados del siglo IV sin embargo, tanto Lázica (anteriormente el reino de Cólquida), en el oeste, como Iberia adoptaron el cristianismo como su religión oficial.
Durante el siglo IV y la mayoría del V, Iberia (conocida también como el reino de Kartli) estaba bajo control persa. El reino fue abolido y el país fue regido por los gobernadores nombrados por el Sah. Al final del siglo V, sin embargo, el príncipe Vakhtang I Gorgasali orquestó un levantamiento contra los persas y para restaurar la condición del Estado Ibérico, proclamándose rey. Después de esto, los ejércitos de Vakhtang lanzaron varias campañas en contra de Persia y el Imperio Bizantino. Sin embargo, su lucha por la independencia y la unidad del Estado de Georgia no tuvieron éxito duradero. Después de la muerte Vakhtang en 502, y el corto reinado de su hijo Dachi (502–514), Iberia fue reincorporada a Persia como una provincia, una vez más. Sin embargo esta vez a la nobleza ibérica se le concedió el privilegio de elegir a los gobernadores, que en Georgia se llamaban erismtavari. A finales del siglo VII, la rivalidad persa-bizantina en el Oriente Medio facilitó el fraccionamiento de Georgia permitiendo la conquista árabe de la región y el establecimiento de un emirato en Tiflis.

## Reino de Georgia

### Unificación del estado georgiano (siglos IX a XI)

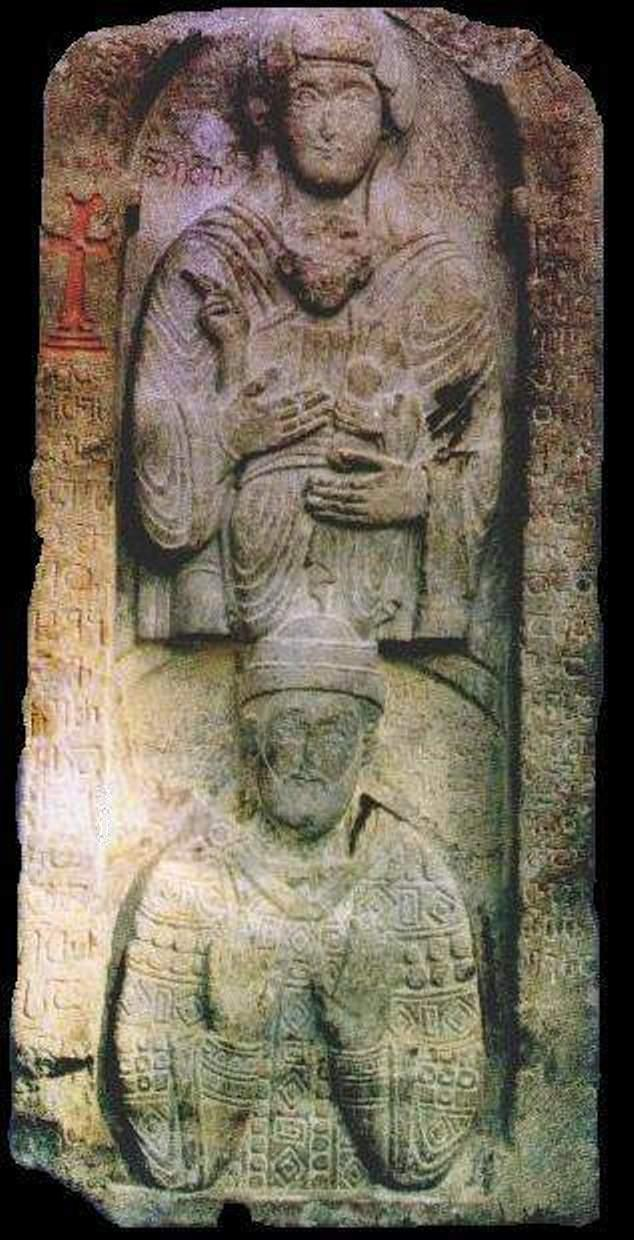
David III de Tao, un príncipe georgiano de la casa Bagrationi.

Las primeras décadas del siglo IX vieron el nacimiento de un estado georgiano en la región histórica de Tao-Klardsheti, correspondiente a las actuales provincias turcas de Erzurum, Artvin, Ardahan y Kars, más las regiones georgianas de Samtsje-Dshavajeti y Erusheti. Ashot Curopalates, de la familia real de los Bagrationi liberaba de los árabes estas tierras que antes eran del sur de Iberia. Estas incluyen los principados de Tao y Klardsheti, y los condados de Shavsheti, Jijata, Samtsje, Trialeti, Dshavajeti y Ashotsi, que eran formalmente parte del Imperio bizantino, bajo el nombre de curopalatinado de Iberia. En la práctica, sin embargo, la región funcionaba como un país totalmente independiente con su capital en Artanudshi. El título hereditario bizantino de curopalates fue conservado por la familia Bagrationi. El curopalates David Bagrationi amplió sus dominios mediante la anexión de la ciudad de Theodosiopolis (Karin, Karnukalaki) y la provincia armenia de Basiani, e imponiendo un protectorado sobre las provincias armenias de Jarqui, Apajuni, Manzikert y Jlat, anteriormente controladas por los emires árabes caysitas.
La primera monarquía unificada de Georgia se formó a finales del siglo X, cuando el curopalates David Bagrationi invadió el condado de Kartli-Iberia. Tres años más tarde, después de la muerte de su tío Teodosio el Ciego, el rey de Lázica Bagrat III heredó el trono de Abjasia. En 1001 Bagrat añadió Tao-Klardsheti (principado de Iberia) a su dominio como consecuencia de la muerte de David. En 1008-1010, Bagrat anexó Kajetia y Heretia, convirtiéndose así en el primer rey de una Georgia unida, tanto en el este y como en el oeste.

### La conquista turca selyúcida (sigloXI)
La segunda mitad del siglo XI se caracterizó por la importancia estratégica de la invasión de los turcos selyúcidas, que a finales de la década de 1040 habían tenido éxito en la construcción de un gran imperio nómada incluyendo la mayor parte de Asia Central y Persia. En 1071, el ejército selyúcida derrotó a la alianza de bizantinos, armenios y georgianos en la batalla de Manzikert. En 1081, Armenia, Anatolia, Mesopotamia, Siria, y la mayor parte de Georgia habían sido conquistadas y devastadas por los selyúcidas. En Georgia, solo las zonas montañosas de Abjasia, Svanetia, Racha, y Jevi-Jevsureti quedaron fuera de control de los selyúcidas y sirvieron como un refugio relativamente seguro para los numerosos refugiados. El resto del país estaba dominado por los conquistadores que destruyeron las ciudades y fortalezas, saqueando las aldeas, y masacraron a los miembros de la aristocracia y la población agrícola. De hecho, a finales de la década de 1080, los georgianos fueron superados en número en la región por los invasores.

### El rey David IVel Constructory la reconquista georgiana

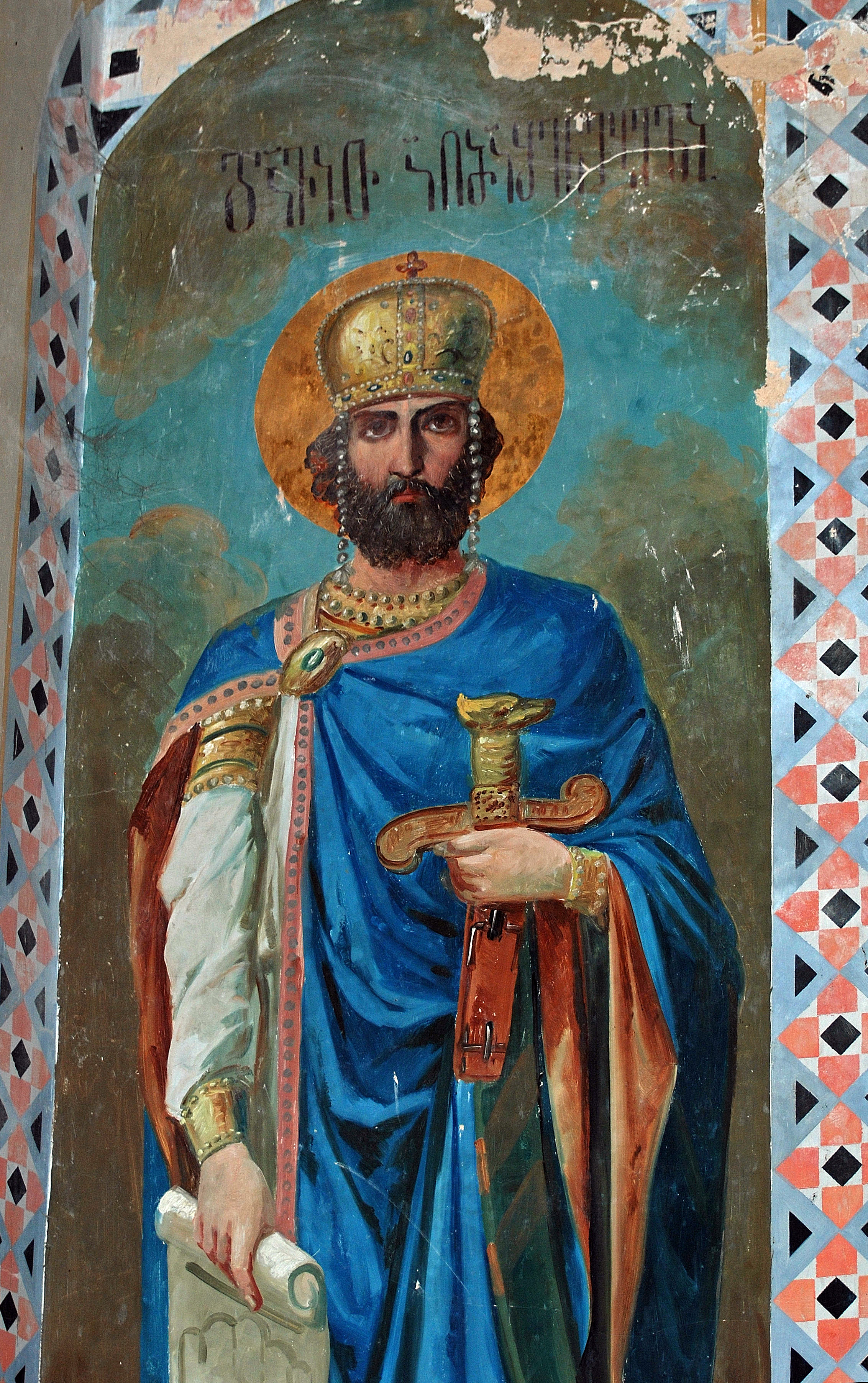
El rey David el Constructor, monasterio de Shio-Mghvime

La lucha contra los invasores selyúcidas en Georgia fue dirigida por el joven rey David IV, de la casa real Bagration, quien heredó el trono en 1089 a la edad de 16 años tras la abdicación de su padre Jorge II Bagrationi. Poco tiempo después de llegar al poder, David creó el ejército regular y la milicia campesina para poder resistir la colonización selyúcida de su país. La Primera Cruzada (1096-1099) y la ofensiva de los cruzados contra los turcos selyúcidas en Anatolia y Siria favorecieron las victoriosas campañas de David en Georgia. A finales de 1099 David había dejado de pagar parias a los selyúcidas y había liberado la mayor parte del país georgiano, con la excepción de Tiflis y Hereti. En 1103 reorganizó la Iglesia Ortodoxa Georgiana y la ligó fuertemente al estado nombrando como Katolikós (Arzobispo) a un canciller de la Corona de Georgia (Mtsihnobart Ujutsesi). En 1103-1105 el ejército georgiano tomó Ereti e hizo fructíferas incursiones en Shirván, entonces bajo control selyúcida. Entre 1110 y 1118 David tomó Lori, Samshvilde, Rustavi y otras fortalezas de la baja Kartlia y Tashiri, convirtiendo así Tiflis en un aislado enclave selyúcida.

Bandera de Georgia durante el reino de David el Constructor

En 1118-1119, disponiendo de considerables cantidades de tierra libre sin colonizar como resultado de la retirada de nómadas turcos, y necesitando desesperadamente tropa cualificada para el ejército, el rey David invitó a unos 40 000 guerreros kipchak del Cáucaso Norte para asentarse en Georgia con sus familias. En 1120 el caudillo de Alania se reconoció vasallo del rey David y a continuación envió a miles de alanos (actuales osetios) a cruzar el Gran Cáucaso hasta Georgia, que se establecieron en Kartlia. El ejército real georgiano también dio la bienvenida a mercenarios de Alemania, Italia y Escandinavia (todos estos occidentales fueron denominados en Georgia "los francos") como en el Rus de Kiev.

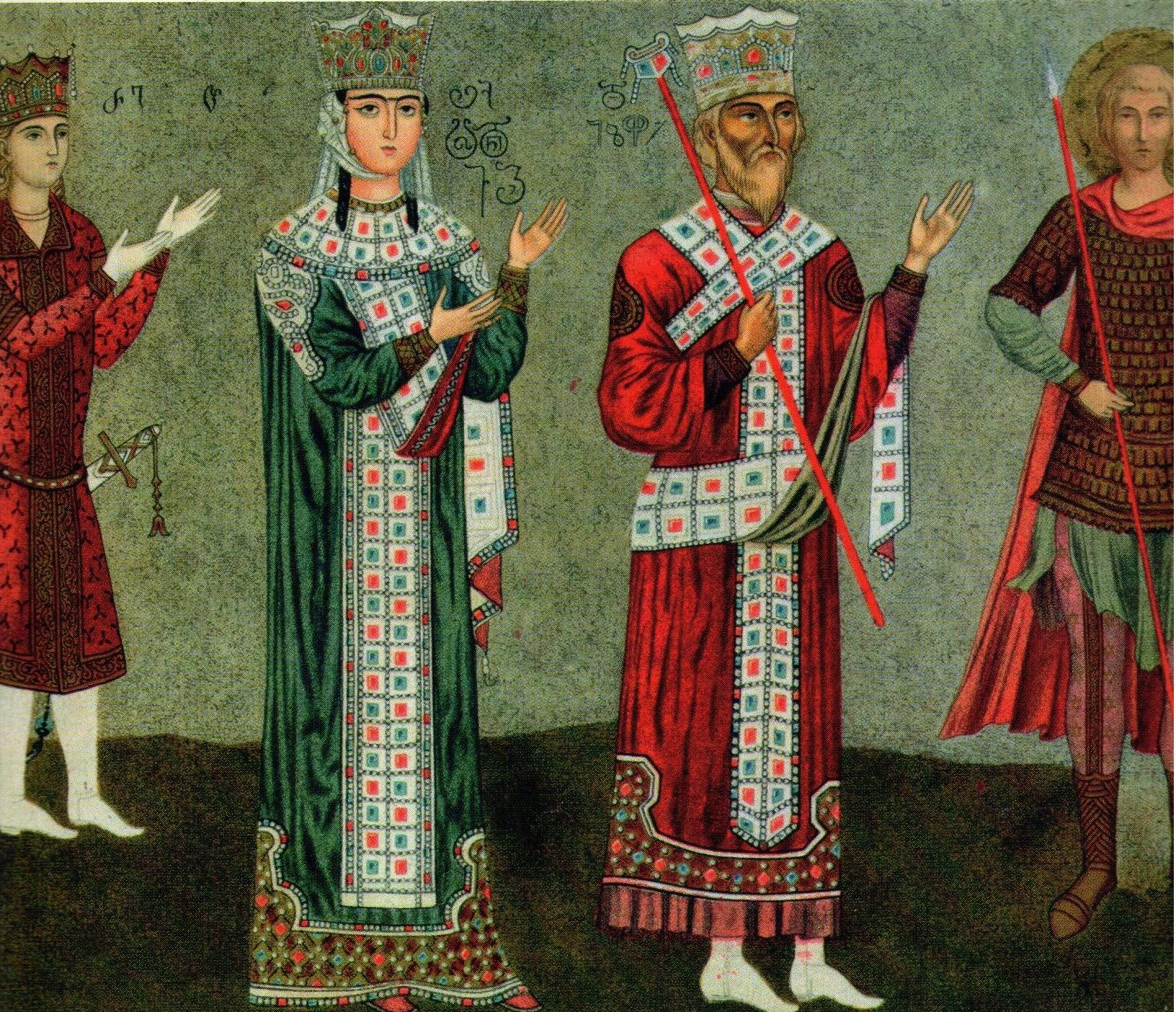
La reina Tamar y su padre el rey Jorge III (fresco restaurado del monasterio de Betania)

En 1121, el sultán selyúcida Mahmud declaró la yihad sobre Georgia y envió un fuerte ejército bajo el bando de uno de sus famosos generales, Ilghazi, para combatir a los georgianos. Aunque bastante superados en número por los turcos, los georgianos consiguieron derrotar a los invasores en la batalla de Didgori, y en 1122 reconquistaron Tiflis, haciendo de ella la capital de Georgia. Tres años después los georgianos conquistaron Shirván. De este modo, el área mayoritariamente cristiana de Ghishi-Kabala en Shirván occidental (reliquia del otrora próspero reino de Albania) fue anexionada por Georgia mientras que el resto del ya islamizado Shirván pasó a ser estado cliente de Georgia. En el mismo año una gran parte de Armenia fue liberada por las tropas de David y quedó también en manos georgianas. De este modo, en 1124 David se convirtió también en rey de los armenios, incorporando el norte de Armenia a las tierras de la Corona georgiana. En 1125 el rey David murió, dejando Georgia como fuerte potencia regional. En Georgia, el rey David IV es llamado Agmashenebeli (el Constructor).
Los sucesores de David Agmashenebeli (los reyes Demetrio I, David V y Jorge III) continuaron la política de expansión de Georgia subordinando a la mayoría de los clanes y tribus montañeses de la Caucasia del Norte y consolidando además las posiciones georgianas en Shirván. No obstante, el más glorioso soberano de Georgia de este periodo fue indudablemente la reina Tamar (la biznieta de David IV).

### La reina Tamarla Grandey la Edad de Oro georgiana (1184–1213)

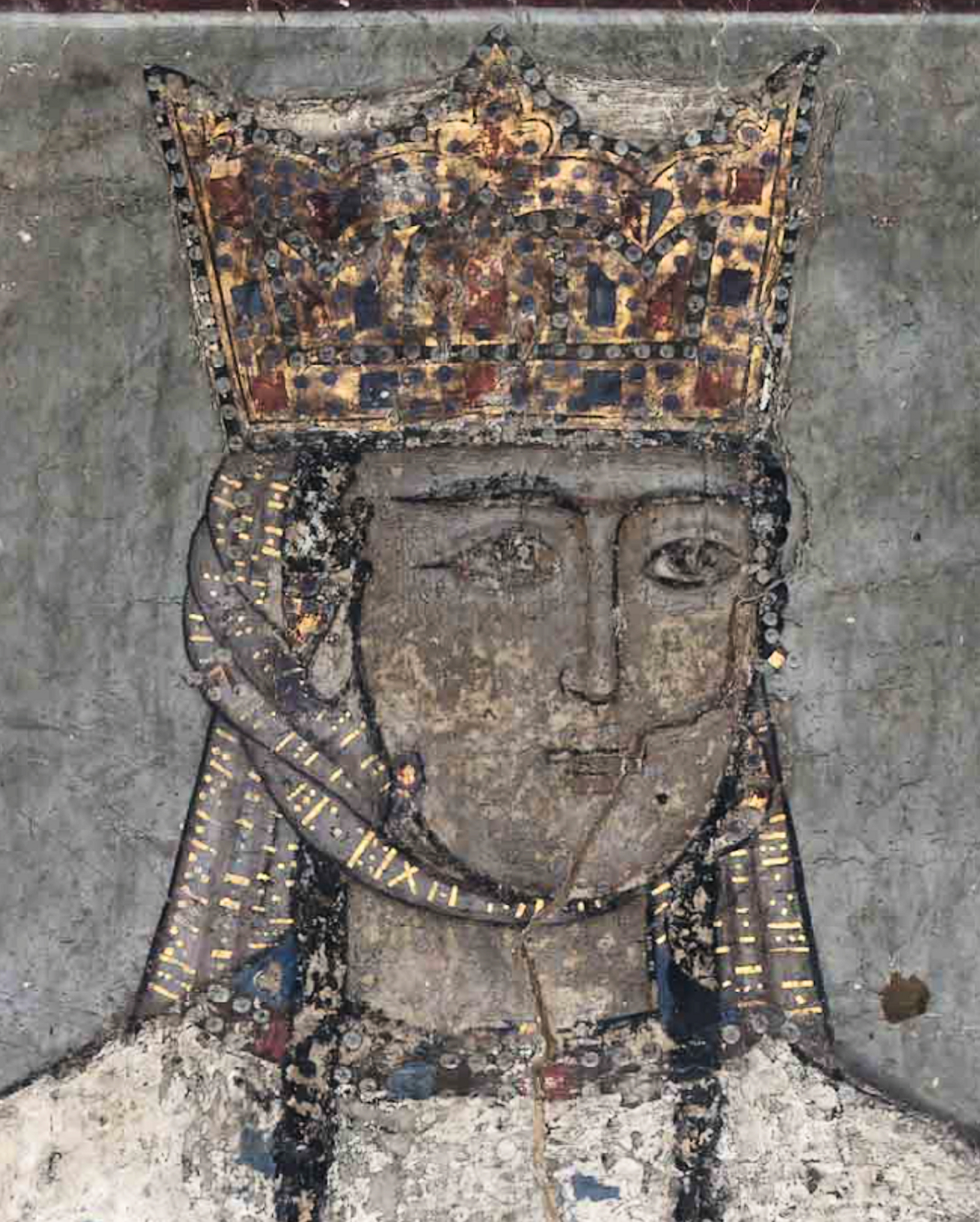
La reina Tamar de Georgia

El reinado de la reina Tamar constituyó el culmen del poder de Georgia en toda la historia de la nación. En 1194–1204, los ejércitos de Tamar aplastaron nuevas invasiones túrquicas por el sudeste y el sur y lanzaron varias campañas victoriosas hacia el sur de Armenia dominado por los turcos. Así, la mayor parte de Armenia meridional, incluyendo las plazas de Karin, Erzincan, Jelat, Muş y Van, quedaron en poder georgiano. Aunque no fue incluido en las tierras de la Corona georgiana, y quedó bajo la gobernación nominal de emires y sultanes turcos, el sur de Armenia se convirtió en un protectorado del reino de Georgia.

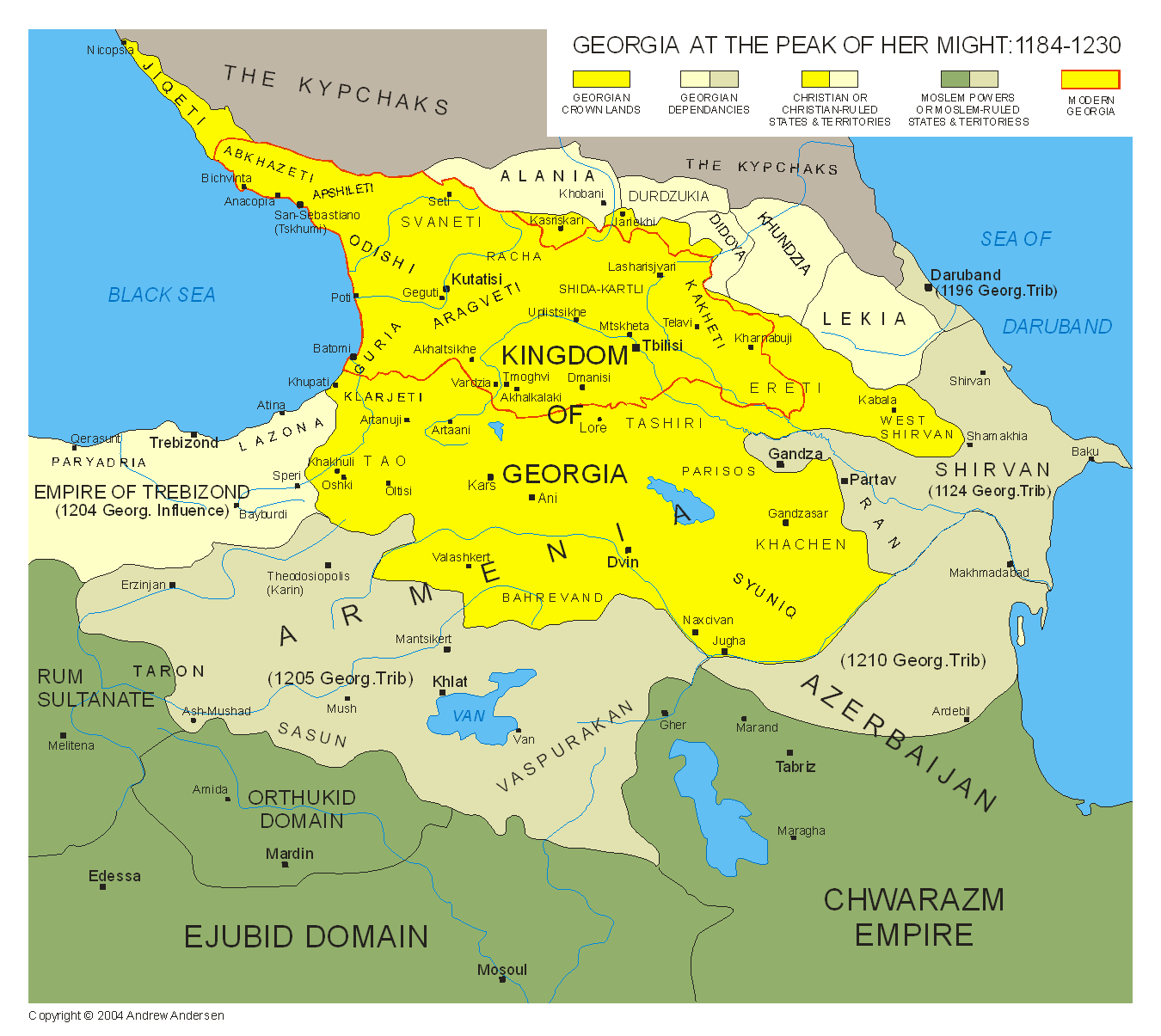
El reino de Georgia en la cumbre de su dominio militar, 1184–1225.

La caída temporal del Imperio bizantino en 1204 ante los cruzados dejó a Georgia como el estado cristiano más fuerte de toda el área del Mediterráneo Oriental. Ese mismo año la reina Tamar envió sus tropas a apoderarse de las hasta entonces bizantinas Lazona y Paryadria con las ciudades de Atina, Riza, Trebisonda, Kerasunt, Amysos, Cotyora, Heraclea y Sinope. En 1205, el territorio ocupado fue transformado en el Imperio de Trebisonda, dependiente de Georgia. El príncipe Alejo Comneno emparentado con la reina Tamar fue coronado como su Emperador. En 1210 los ejércitos georgianos invadieron el norte de Persia (actual Azerbaiyán iraní) y tomaron las ciudades de Marand, Tabriz, Ardabil, Zanjan y Qazvin, poniendo parte del territorio conquistado bajo un protectorado georgiano. Esta fue la máxima extensión territorial de Georgia en toda su historia. La reina Tamar era llamada «Reina de los Abjasios, Kartvélicos, Ranes, Kajes y Armenios, Shirvan-Shajine y Shaj-in-Shajine, Soberana del Oriente y del Occidente». Los historiadores georgianos la denominan frecuentemente "Reina Tamar la Grande".
El periodo que transcurrió entre principios del siglo XII y principios del XIII, y singularmente la era de Tamar la Grande, puede ser considerado verdaderamente la edad de oro de Georgia. Junto a los logros políticos y militares, fue notable por el desarrollo de la cultura georgiana, incluyendo arquitectura, literatura, filosofía y ciencias.

### Invasión mongola y declinar del reino georgiano
En la década de 1220, el sur del Cáucaso y Asia Menor tuvieron que afrontar la invasión de los mongoles. A pesar de una encarnizada resistencia de fuerzas georgiano-armenias y sus aliados, toda el área incluyendo la mayor parte de Georgia, todas las tierras armenias y la Anatolia Central terminaron por caer ante los mongoles.
En 1243, la reina Rusudan de Georgia firmó un tratado de paz con los mongoles de acuerdo al cual Georgia perdía sus estados clientes, cedía el Shirván Occidental, Najicheván y algunos otros territorios y aceptaba pagar tributo a los mongoles así como dejarles ocupar y gobernar de facto más de la mitad del territorio restante. Aunque Tiflis, ocupada por los mongoles, permaneció como capital oficial del reino, la reina rehusó volver allí y permaneció en Kutaisi hasta su muerte en 1245. En adición a estas penurias, incluso la parte del reino que quedó libre de los mongoles comenzó a desintegrarse: La Corona empezó a perder el control sobre los jefes guerreros de Samtsje (provincias meridionales de Georgia) que establecieron sus propias relaciones con los mongoles y hacia el año 1266 prácticamente se separaron de Georgia.
El periodo entre 1259 y 1330 fue marcado por la lucha de los georgianos por la independencia total del Iljanato mongol. La primera insurrección antimongola comenzó en 1259 bajo el liderazgo del rey David Narin quien de hecho hizo su guerra por casi treinta años. El conflicto antimongol siguió durante los reinados de Demetrio II (1270-1289) y David VIII (1293-1311). Finalmente, fue el rey Jorge el Brillante (1314-1346) quien consiguió desembarazarse del iljanato, dejó de pagar tributo a los mongoles, restauró las fronteras estatales de Georgia de antes de 1220, y devolvió el Imperio de Trebisonda a la esfera de influencia georgiana.
En 1386-1403, el reino de Georgia encaró ocho invasiones turco-mongolas bajo el mando de Tamerlán. Salvo en Abjasia y Esvanetia, las invasiones devastaron la economía, población y centros urbanos de Georgia.

## Ruptura del reino de Georgia (sigloXV) y dominación persa y otomana
El final del siglo XV fue crucial en muchos aspectos: los otomanos tomaban Constantinopla, sellando el Mar Negro y cortando la conexión de los restos de los países cristianos orientales con el mundo cristiano occidental, los safávidas alcanzaban el poder en Irán, las rutas comerciales Europa-Asia dejaron de pasar por Georgia. Por todo ello el país se debilitó de tal manera que los distintos nobles impusieron sus tesis y el glorioso estado de la familia Bagration se fraccionó y emergieron: el reino de Kajetia (en el este), el reino de Kartli (en el centro) y  el reino de Imericia (en el oeste, con Kutaisi como capital), y el principado de Samtsje (en el suroeste, fronterizo con Armenia).

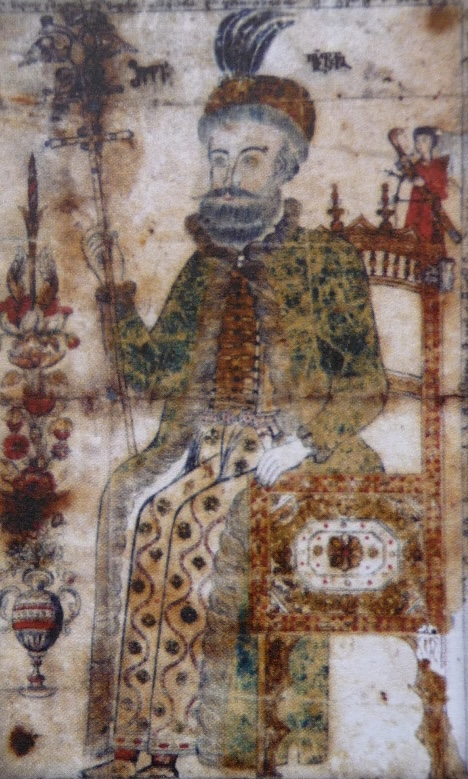
El rey Vajtang VI de Georgia

La rivalidad entre otomanos y persas por controlar naciones se dejó sentir con fuerza en Georgia, sometida a continuas invasiones de ambas potencias a lo largo del siglo XVI. La paz de Amasia, en 1555, dividió el país en dos esferas de influencia, que aún hoy se dejan sentir: el este con influencia iraní (incluye Tiflis) y el oeste (las actuales provincias costeras y a veces Kutaisi) con influencia turca. El tratado no estuvo en vigor mucho tiempo pues los otomanos consiguieron la supremacía y lanzaron campañas militares que casi hacen perder la presencia persa en la región. Las incursiones fueron pronto rechazadas pero el bando safávida tuvo que aceptar pérdidas permanentes. Como los gobernantes georgianos estaban tanto en contra de un poder como del otro, maniobraban para poner a estas dos potencias en conflicto. Al final tuvieron que ceder ante unos u otros según la proximidad geográfica pero sin rendirse completamente a ninguno. Tras el fracaso otomano de imponer su control permanente en el Cáucaso oriental los iraníes buscaron fortalecerse en la región y finalmente dominar a los reinos georgianos rebeldes de Georgia oriental. Las campañas de Shah Abbás, el más poderoso gobernante safávida, para someter las tierras orientales de Georgia fueron especialmente devastadoras. Decenas de miles de georgianos fueron matados o deportados a Persia, el sah torturó hasta la muerte a la reina madre Ketevan. Dos importantes reyes encabezaron esta lucha: Luarsab I (1527-1556) y su hijo Simón I (1556-1600).
Durante el siglo XVII tanto Georgia oriental como occidental se hundieron en la pobreza debido al constante estado de guerra, como lo reflejó el viajero francés Jean Chardin que visitó Mingrelia en 1671, en que el trueque había desplazado a la moneda en los intercambios comerciales y la población de las ciudades había descendido notablemente. Pese a ello Kartlia mantuvo una monarquía casi secreta que luchó contra los poderes extranjeros. Los gobernantes georgianos estaban divididos reconociendo la soberanía persa u otomana –a veces con conversiones insinceras al islam– o intentando un pronunciamiento por la independencia.
Ni las muchas bajas en batalla, ni las traiciones de sectores de la nobleza, ni sus poderosos rivales, pudieron hacer hincar la rodilla a este estado codiciado por persas y otomanos. El país fue devastado, pero mantuvo su libertad. La estrategia de los reyes de Kajetia fue el acercamiento al cristiano Imperio ruso que emergía en el norte.

## Protectorado y posterior anexión al Imperio ruso
En 1783, el Imperio ruso y el reino oriental georgiano de Kartli-Kajetia suscribieron el Tratado de Gueórguiyevsk, de acuerdo con el cual Kartli-Kajetia recibía la protección de Rusia. Esto, sin embargo, no evitó que Tiflis fuera saqueada por los persas en 1795.
El 22 de diciembre de 1800 el zar Pablo I de Rusia, aprovechándose de la petición del rey Jorge XII de Georgia, firmó la proclamación correspondiente a la incorporación de Georgia (Kartli-Kajetia) al Imperio ruso. La proclamación fue anunciada el 18 de enero de 1801.
Solo una pequeña parte de la nobleza georgiana se sometió, mientras otros organizaron rebeliones antirrusas en varias ocasiones. En el verano de 1805 pequeños destacamentos rusos en el río Askerani y cerca de Zagam derrotaron al ejército persa y protegieron Tiflis. En 1810, después de una breve guerra, el reino georgiano occidental de Imericia fue anexado por el zar Alejandro I de Rusia. El último rey imericio y último bagrátida georgiano Salomón II en el exilio en 1815. Desde 1803 a 1878, como resultado de las numerosas guerras rusas en contra de Turquía e Irán, algunos territorios fueron anexados a Georgia. Estas zonas (Batumi, Artvin, Ajaltsije, Poti –que mantiene una importante población de origen griego– y Abjasia) ahora representan la mayoría del territorio georgiano.
El principado de Guria fue abolido en 1828 y el de Samegrelo (Mingrelia) en 1857. La región de Svaneti (Esvania) fue gradualmente anexada entre 1857 y 1859.

## Asalto bolchevique
El 26 de junio de 1907, un grupo de bolcheviques atracó el Banco del Estado en Tiflis (Georgia), con el fin de obtener dinero para sus planes revolucionarios. Los guardias fueron atacados con bombas y disparos, y hubo numerosos muertos y heridos. Meses después, varios de los asaltantes fueron detenidos en Alemania y Francia, cuando intentaban cambiar billetes de 500 rublos, aunque no fueron entregados a Rusia.

## Transcaucasia y la República Democrática de Georgia

Bandera de la República Democrática de Georgia 1918-1921.

Tras la Revolución rusa los diputados del Cáucaso en la extinta Duma Imperial de Rusia constituyeron el Comisariado Transcaucásico que dio origen a la República Democrática Federal de Transcaucasia formada por Georgia, Armenia y Azerbaiyán. El 26 de mayo de 1918, de la República Federal se independizó la República Democrática de Georgia. Armenia había abandonado la República Federal el 22 de mayo de 1918 formando la República Democrática de Armenia y el 28 de mayo lo hizo Azerbaiyán estableciendo la República Democrática de Azerbaiyán.
Iakob Nikoladze diseñó la bandera nacional a través de un concurso, recibiendo un premio de tres mil rublos del Consejo Nacional. Fue ondeada por primera vez en Kutaisi el 25 de marzo de 1917 en una reunión política del Partido Nacional democrático y por segunda vez el 8 de abril del mismo año en Mtsjeta, en un congreso eclesiástico en el cual se proclamó la autonomía de la Iglesia georgiana. El rojo oscuro simbolizaba el brillante pasado del país; el negro los años trágicos de dominio ruso; y el blanco la paz. El 22 de mayo de 1918 se convirtió en la bandera de la República.

Bandera de la República Socialista Soviética de Georgia (en ruso).

Bandera de la República Socialista Soviética de Georgia (en georgiano).

El Ejército Rojo de la RSFS de Rusia invadió la República Democrática de Georgia (véase Red Army invasion of Georgia) la noche del 11 de febrero de 1921. Anteriormente, los bolcheviques se habían apoderado de las repúblicas vecinas, la República Democrática de Armenia y la República Democrática de Azerbaiyán. Para justificar la entrada del Ejército Rojo en el país, los bolcheviques organizaron un levantamiento en una comarca montañosa de la frontera. Tiflis cayó el día 25 del mismo mes. La invasión puso fin a la breve independencia georgiana.
El 18 de marzo de 1921 fue proclamada la República Socialista Soviética de Georgia que usó la bandera roja con iniciales en el cantón en ruso o georgiano.

## Restauración de la independencia

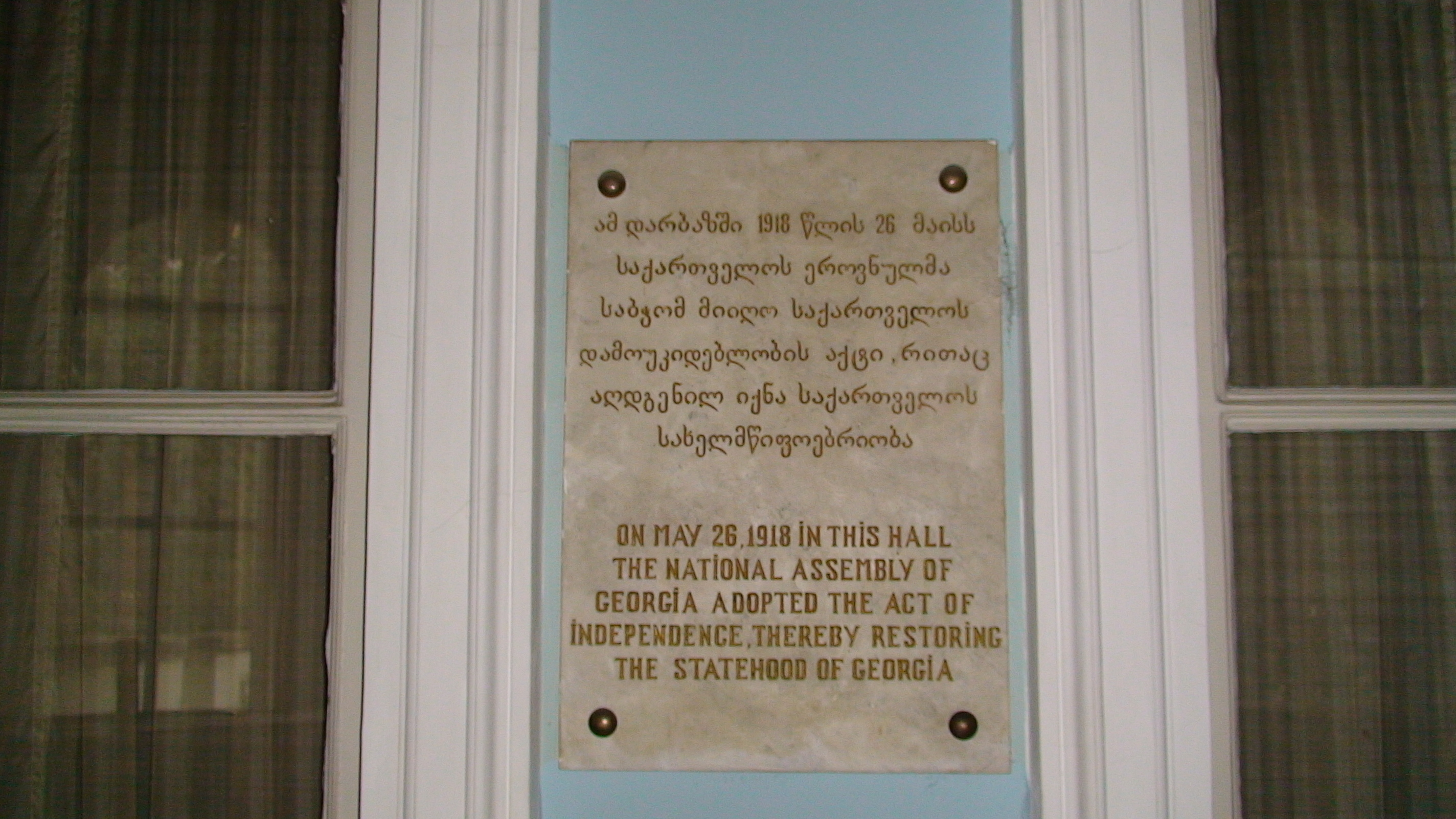
Placa conmemorativa de la instauración de la Independencia Estatal de Georgia por la Asamblea Nacional el 26 de mayo de 1918.

El 9 de abril de 1991 se restauró la independencia de Georgia con el Acta de Restauración de la Independencia Estatal de Georgia, aprobada por el Consejo Supremo de la República de Georgia. Los símbolos nacionales usados por la República Democrática de Georgia fueron restablecidos como los de la nueva nación independiente, y se utilizaron hasta el 2004. El 26 de mayo, el día de la proclamación de la República Democrática de Georgia, se celebra en la actualidad como una fiesta nacional, el Día de la Independencia de Georgia.
El 26 de mayo de ese año Zviad Gamsajurdia fue elegido como el primer Presidente de la Georgia independiente. No obstante, Gamsajurdia fue depuesto mediante un sangriento golpe de Estado entre el 22 de diciembre de 1991 y el 6 de enero de 1992. El golpe fue instigado por parte de la Guardia Nacional de Georgia y una organización paramilitar denominada "Mjedrioni", la cual se decía que era apoyada por unidades militares rusas con base en Tiflis. El país se vio envuelto en una guerra civil que duró casi hasta 1995. Shevardnadze retornó a Georgia en 1992 y se unió a los líderes del golpe –Tengiz Kitovani y Dzhaba Ioseliani– para encabezar un triunvirato llamado "Consejo de Estado".

### Gobierno de Shevardnadze
En 1995, Shevardnadze fue oficialmente elegido como presidente, al mismo tiempo que dos regiones del país, Abjasia y Osetia del Sur, rápidamente se vieron envueltas en disputas con otros separatistas locales, lo cual desembocó en guerras y violencia interétnica. Apoyadas por Rusia, Abjasia y Osetia del Sur mantienen de facto una independencia de Georgia. Más de 250.000 georgianos sufrieron limpieza étnica en Abjasia por parte de separatistas abjasos y voluntarios norcaucásicos, en su mayoría chechenos, entre 1992 y 1993. Más de 25 000 georgianos fueron expulsados de Tsjinvali también, y muchas familias osetias fueron forzadas a abandonar sus hogares en la región de Borjomi y desplazados a Rusia.
Desde 2004 el presidente Mijeíl Saakashvili ha iniciado una política de acercamiento a Occidente y en particular a la Unión Europea.

### Presidencia de Saakashvili (2004-2013)
Se llevó a cabo una nueva elección el 28 de marzo de 2004. El Movimiento Nacional - Demócratas (NMD), el partido que apoya a Mikheil Saakashvili, obtuvo el 67% de los votos. El otro partido que ganó representación parlamentaria superando el 7%, fue la Oposición de Derecha (7,6%).
El 4 de enero, Mikheil Saakashvili ganó las elecciones presidenciales de Georgia de 2004 con una abrumadora mayoría del 96% de los votos emitidos. Las enmiendas constitucionales fueron aprobadas rápidamente por el Parlamento en febrero fortaleciendo los poderes del presidente para destituir al parlamento y creando el puesto de primer ministro. Zurab Zhvania fue nombrado primer ministro, mientras que Nino Burjanadze, el presidente interino, fue elegido presidente del parlamento.

#### Primer mandato (2004-2007)
El nuevo presidente enfrentó muchos problemas al asumir el cargo. Más de 230.000 desplazados internos ejercen una enorme presión sobre la economía. La paz en las zonas separatistas de Abjasia y Osetia del Sur, supervisada por las fuerzas de paz rusas y de las Naciones Unidas en el marco de la Organización para la Seguridad y la Cooperación en Europa, seguía siendo frágil.
La Revolución de las Rosas levantó muchas expectativas, tanto a nivel nacional como internacional. Se esperaba que el nuevo gobierno trajera la democracia, poniendo fin a un período de corrupción generalizada e ineficiencia gubernamental, además de completar la construcción del Estado, reafirmando la soberanía sobre todo el territorio georgiano. Ambos objetivos eran muy ambiciosos; la nueva elite gobernante inició un proceso de concentración del poder en manos del ejecutivo, con el fin de utilizar el mandato revolucionario para cambiar el país. De hecho, el gobierno de Saakashvili inicialmente logró resultados impresionantes en el fortalecimiento de la capacidad del Estado y el derrocamiento de la corrupción.  La clasificación de Georgia en el Índice de Percepción de la Corrupción de Transparency International mejoró drásticamente del puesto 133 en 2004 al 67 en 2008 y al 51 en 2012, superando a varios países de la Unión Europea. Pero tales logros solo podrían resultar del uso de poderes ejecutivos unilaterales, sin lograr el consentimiento e iniciando una compensación entre la construcción de la democracia y la construcción del estado.

#### Segundo mandato (2008-2013)
En agosto de 2008, Rusia y Georgia se involucraron en la guerra de Osetia del Sur de 2008. [cita requerida] Sus consecuencias, que llevaron a la crisis entre Georgia y Rusia de 2008-2010, siguen siendo tensas.
En octubre de 2011, el famoso magnate georgiano Bidzina Ivanishvili admitió su ingreso a la política de Georgia. En diciembre fundó el movimiento político de oposición Georgian Dream y anunció su deseo de participar en las elecciones parlamentarias de 2012. En febrero de 2012 formaron una coalición con el Partido Republicano de Georgia, los Demócratas Libres, el Foro Nacional y la Industria Salvará a Georgia. Las tensiones aumentaron durante la campaña preelectoral, mientras que muchos líderes de la oposición fueron arrestados. El 54% del electorado votó a favor de la coalición recién formada, por lo que Georgia Dream obtuvo 65 escaños en el parlamento.
En octubre de 2012, Saakashvili admitió la derrota de su partido en las elecciones parlamentarias. En su discurso dijo que "la oposición tiene la iniciativa y debe formar el gobierno, y yo, como presidente, debo ayudarlos con esto". Esto representó la primera transición democrática del poder en la historia postsoviética de Georgia.

### Presidencia de Margvelashvili (2013-2018)
El 17 de noviembre de 2013, Giorgi Margvelashvili ganó las elecciones presidenciales de Georgia de 2013 con el 62,12% de los votos emitidos. Con esto, entró en vigor una nueva constitución que transfirió poderes significativos del Presidente al primer ministro. A la toma de posesión de Margvelashvili no asistió su predecesor Mikheil Saakashvili, quien citó la falta de respeto del nuevo gobierno hacia sus predecesores y oponentes.
Margvelashvili inicialmente se negó a mudarse al lujoso palacio presidencial construido bajo Saakashvili en Tiflis, optando por cuartos más modestos en el edificio de la Cancillería de Estado hasta que un edificio del siglo XIX que alguna vez estuvo ocupado por la embajada de Estados Unidos en Georgia es remodelado para él. Sin embargo, más tarde comenzó a utilizar ocasionalmente el palacio para ceremonias oficiales. Esta fue una de las razones por las que Margvelashvili fue criticado públicamente, en una entrevista de marzo de 2014 con Imedi TV, por el ex primer ministro Ivanishvili, quien dijo que estaba "decepcionado" con Margvelashvili.
En octubre de 2016, el partido gobernante, Georgian Dream, ganó las elecciones parlamentarias con el 48,61 por ciento de los votos y el opositor Movimiento Nacional Unido (UNM) con el 27,04 por ciento. Georgian Dream llegó al poder en 2012, poniendo fin al gobierno de nueve años de la UNM. Fue financiado por el magnate Bidzina Ivanishvili, el hombre más rico del país y líder del partido, mientras que la oposición UNM fue fundada por el expresidente Mikheil Saakashvili.

### Presidencia de Zurabishvili (2018-)
En noviembre de 2018, Salome Zurabishvili ganó las elecciones presidenciales de Georgia y se convirtió en la primera mujer en ocupar el cargo. Estaba respaldada por el partido gobernante Georgian Dream. Sin embargo, la nueva constitución hizo que el papel del presidente fuera en gran parte ceremonial. Fue la última elección directa de un presidente georgiano, ya que el país cambió a un sistema parlamentario.
El 31 de octubre de 2020, el partido gobernante Georgian Dream, dirigido por Bidzina Ivanishvili, obtuvo más del 48 % de los votos en las elecciones parlamentarias. Le dio al partido el derecho de formar el próximo gobierno del país y continuar gobernando solo. La oposición hizo acusaciones de fraude, que Georgian Dream negó. Miles de personas se congregaron frente a la Junta Electoral Central para exigir una nueva votación.
En febrero de 2021, Irakli Garibashvili fue nombrado primer ministro de Georgia, tras la dimisión del primer ministro Giorgi Gakharia. El primer ministro Irakli Garibashviliis, quien ya había ejercido el cargo entre el 2013 y 2015, es un aliado cercano de Bidzina Ivanishvili.
El 1 de octubre de 2021, el expresidente Mikheil Saakashvili fue detenido a su regreso del exilio. Saakashvili dirigió el país de 2004 a 2013, pero luego fue condenado por cargos de corrupción.